# Christian Marois
Christian Marois   (1974) és un astrofísic canadenc. És sobretot conegut per haver participat en dos equips a la publicació de les primeres imatges directes de planetes extra-solars al novembre 2008. El primer ha descobert 3 planetes al voltant de l'estrella HR 8799 amb l'ajuda d'imatges dels telescopis Keck i Gemini nord, i el segon un planeta al voltant de l'estrella Fomalhaut utilitzant les imatges del telescopi espacial Hubble.
Comença estudis en física a la Universitat de Montreal i s'implica a la investigació de cúmuls globulars amb els professors René Racine i Howard Bond. Després de la seva graduació, va fer els seus màsters i el seu doctorat a la mateixa universitat sobre la investigació d'exoplanetes, havent com a supervisors René Doyon, Daniel Nadeau i René Racine

## Fotografies directes d'exoplanetes
| «                  | Finalment, vam aconseguir capturar una veritable imatge d'un sistema solar complet. És una fita en la recerca de sistemes planetaris que orbiten les estrelles. | » |
| — Christian Marois | |   |

En el transcurs de l'estiu 2008, l'equip de Marois, utilitzant una tècnica d'imatge angular diferencial, ha fitxat, amb l'ajuda d'imatges infraroges preses als telescopis Keck i Gemini Nord, tres planetes gegants orbitant al voltant de l'estrella HR 8799 situada a aproximadament 129 anys-llum de la Terra. Han fet part del seu descobriment a un article publicat a la revista Science el 13 de novembre, el mateix dia i a la mateixa revista que un altre anunci d'observació directa d'un exoplaneta, aquesta vegada per coronografia a l'ajuda del telescopi espacial Hubble, per l'equip de l'astrònom Paul Kalas, del qual formava part igualment Marois.
Per aquesta descoberta, Christian Marois, David Lafrenière i René Doyon han rebut el premi Científic de l'any 2008 atorgat per la Societat Ràdio-Canadà.

## Premis i distincions
- 2008: Científic de l'any atorgat per la Societat Ràdio-Canadà
- 2005: Medalla Plaskett concedit per la CASCA per la seva tesi La investigació de nanes marrons i d'exoplanetes: desenvolupament d'una tècnica d'imatge multibanda (Directe Exoplanet Imaging around Sun-like Estrelles: Beating the Speckle Noise with Innovative Imaging Tècnics).[8][9]